# Stubal (miasto Kraljevo)
Stubal (cyr. Стубал) – wieś w Serbii, w okręgu raskim, w mieście Kraljevo. W 2011 roku liczyła 1198 mieszkańców.